# Anders Jönsson Utterklo
Anders Jönsson Utterklo eller Utterklou, född 13 november 1605 i Stockholm, död 23 januari 1671 i Stockholm, var en svensk borgmästare.

## Biografi
Anders Jönsson Utterklo föddes 1605 i Stockholm. Han var son till handelsmannen Jöns Eriksson och Margareta Mattsdotter. Utterklo arbetade som handelsman i Stockholm och var kompanjon med sin styvfader. Han blev kämnär i nämnda stad 1632 och rådman 1636. Utterklo blev 1639 ordförande för kämnärsrätten på Norrmalm. Den 25 april 1668 blev han byggningsborgmästare och ämbetsborgmästare i Stockholm. Utterklo avled 1671 i Stockholm och begravdes 26 februari samma år i Storkyrkan.
I Storkyrkan satte änkan och barnen upp ett epitafium över honom.

## Familj
Utterklo gifte sig 1 november 1629 med Carin Eriksdotter (1614–1683). Hon var dotter till borgmästaren Erik Ingemundsson och Margareta Nilsdotter i Stockholm. De fick tillsammans sonen assessorn Johan Utterklo (1647–1682). Deras barn som nåde vuxen ålder tog efternamnet Utterklou.